# ЕМС-Поділля (футбольний клуб)
Футбольний клуб «ЕМС-Поділля» — український аматорський футбольний клуб з міста Вінниця, заснований у 2011 році. Виступає у Чемпіонаті та Кубку Вінницької області. Домашні матчі приймає на стадіоні ВНТУ імені Я. Кулика.

## Історія
Футбольний клуб заснований у 2011 році.

## Досягнення
- Чемпіонат Вінницької області
  - Чемпіон: 2017.